# Три рюмки
«Три рюмки» или «Дри Рюмор» — парусный корабль Азовского флота Российской империи пятого ранга, построенный кумпанством боярина Т. Н. Стрешнева.

## Описание судна
Построенные для Азовского флота корабли, в числе которых был и «Три рюмки», первоначально были названы баркалонами (от итал. barca longo — длинная барка), однако фактически соответствовали кораблям 5-го класса по принятой в Европе в конце XVII века классификации и в последующие годы во всех документах числились в качестве кораблей. Представляли собой двух- или трехмачтовые корабли с прямым и косыми парусным вооружением, вооружались 26—46 орудиями различного калибра, включавшие двух-, четырёх-, шестифунтовые орудия и дробовики.
Длина корабля по сведениям из различных источников составляла от 34,7 до 34,75 метра, ширина — от 7,3 до 7,35 метра, а осадка — от 2,6 до 2,65 метра. Вооружение судна в разное время могли составлять от 26 до 36 орудий, а экипаж состоял из 135 человек. Девиз корабля: «Держите во всех делах меру».
Как и все корабли, построенные кумпанствами, отличался несовершенством конструкции и низким качеством выполнения работ по постройке.

## История службы
Корабль «Три рюмки» был заложен кумпанством боярина Т. Н. Стрешнева на Воронежской верфи в июне 1697 года и после спуска на воду в мае 1699 года вошёл в состав Азовского флота России. Строительство вели кораблестроители С. Петерсон и Я. Эдрек.
В апреле 1702 года корабль был переведён из Воронежа в устье Дона. Командиром корабля в 1702 году служил штурман Питер Дорнкваст.
В 1710 году корабль «Три рюмки» был разобран в районе села Трушкино.

### Комментарии
1. ↑  114 футов.
2. ↑  24 фута 2 дюйма.
3. ↑  8 футов 8 дюймов.
4. ↑  Р. Dornquast[9].